# لوروا فوستر
لوروا فوستر (بالإنجليزية: Leroy Foster)‏ هو موسيقي أمريكي، ولد في 1 فبراير 1923 في ألغوما في الولايات المتحدة، وتوفي في 26 مايو 1958 في شيكاغو في الولايات المتحدة بسبب نوبة قلبية.

## وصلات خارجية
- لوروا فوستر على موقع ميوزك برينز (الإنجليزية)
- لوروا فوستر على موقع أول ميوزيك (الإنجليزية)
- لوروا فوستر على موقع أول ميوزيك (الإنجليزية)
- لوروا فوستر على موقع ديسكوغز (الإنجليزية)
- لوروا فوستر على موقع ديسكوغز (الإنجليزية)